# Kulbir Bhaura
Kulbir Singh Bhaura (geboren am 15. Oktober 1955 in Jalandhar, Punjab, Indien) ist ein ehemaliger britischer Hockeyspieler, der mit der Britischen Nationalmannschaft 1984 Olympiadritter und 1988 Olympiasieger war. Mit der Englischen Nationalmannschaft war er 1986 Weltmeisterschaftszweiter und 1987 Europameisterschaftszweiter.

## Sportliche Karriere
Kulbir Bhaura kam 1968 nach London. Er trat in 61 Länderspielen für die Britische Nationalmannschaft an. Außerdem bestritt er 84 Länderspiele für die Englische Nationalmannschaft, in der er 1979 debütierte. Bhaura spielte meist als Mittelstürmer.
Bei der Weltmeisterschaft 1982 in Bombay belegte Bhaura mit der englischen Nationalmannschaft den neunten Platz. Seine erste internationale Medaille erhielt er bei den Olympischen Spielen 1984 in Los Angeles. Die Briten gewannen ihre Vorrundengruppe mit vier Siegen und einem Unentschieden gegen die Pakistanische Mannschaft, unterlagen aber im Halbfinale den Deutschen mit 0:1. Im Spiel um Bronze bezwangen die Briten die Australier mit 3:2. Bhaura wirkte in fünf Partien mit. Im Halbfinale und im Finale wurde er jeweils für Mark Precious eingewechselt.
1986 erreichten die Engländer bei der Weltmeisterschaft in London das Finale durch einen Sieg über die Deutsche mit 3:2 nach Verlängerung. Im Finale unterlagen sie dann den Australiern mit 1:2. Ebenfalls Silber gewannen die Engländer bei der Europameisterschaft 1987 in Moskau, als sie das Finale gegen die Niederländer erst im Siebenmeterschießen verloren. Bei den Olympischen Spielen 1988 in Seoul belegten die Briten in der Vorrunde den zweiten Platz hinter den Deutschen. Mit einem 3:2-Halbfinalsieg gegen die Australier erreichten die Briten das Finale und gewannen Gold mit einem 3:1-Finalsieg über die Deutschen. Bhaura wirkte in sechs Spielen mit. Lediglich im Vorrundenspiel gegen die indische Mannschaft, das Team aus seinem Geburtsland, pausierte er.
Im Verein spielte Kulbir Bhaura beim Hounslow Hockey Club.